# پاییزان
پاییزان فیلمی ایرانی به کارگردانی رسول صدرعاملی و تهیه‌کنندگی مسعود کیمیایی و رسول صدرعاملی محصول سال ۱۳۶۶ است.

## خلاصه داستان
مسعود قصد خروج از کشور و ترک پروانه و فرزندش را دارد. مسعود و پروانه که قبل از جدایی برای دیدن یکی از اقوام به سفر رفته‌اند در راه با غریبه‌ای مجروح و مسلح برخورد کرده در پی تهدید او به سوی روستای پاییزان می‌روند.
پاییزان روستایی است که همسر مرد مهاجم، و دخترش که گلنوش نام دارد در آن‌جا زندگی می‌کنند. مرد غریبه مجرمی فراری است که برای رسیدن به همسر، دختر و خوشبختی از دست رفته‌اش از زندان فرار کرده. غریبه در بین راه رسیدن به روستای پاییزان می‌میرد و مسعود که تخت تأثیر حرف‌های غریبه قرار گرفته، تصمیم می‌گیرد که در ایران بماند و به زندگی سابق خود ادامه دهد.